# Universidad Vitrina
La Universidad Vitrina (Universiteti Vitrina, en inglés: Vitrina University) fue una institución privada, fundada en 2004 en Tirana, Albania, de acuerdo con el decreto 32.237. Su licencia fue revocada por el gobierno de Albania en agosto de 2014. La universidad contaba con siete facultades, ofrecía 41 programas y era miembro de la asociación Balkan Universities Network.

## Facultades
- Arquitectura
- Economía y Turismo
- Ciencias de la Educación
- Ingeniería
- Derecho
- Medicina
- Ciencias Políticas

Las lenguas de instrucción en la Universidad Vitrina eran albanés, inglés y alemán. Los programas de estudio eran compatibles con el sistema de Bolonia. Su campus, denominado Thecampus, cerca de la carretera Tirana-Durres, tenía 20.000 m². 

## Programas de grado
- Facultad de Derecho : programa en tres años académicos con más de 180 créditos. Derecho Civil, Derecho Comercial, Derecho Penal y Derecho Administrativo.
- Facultad de Economía y Turismo : prepara a especialistas cualificados en el campo de la Economía y el Turismo. Finanzas-Banca / Administración de Negocios / Turismo / Gestión de la Administración Pública.
- Facultad de Ciencias Políticas : Ciencias Políticas y Periodismo - Comunicación / Relaciones Internacionales.
- Facultad de Medicina : Medicina General / Enfermería / Estomatología / Farmacia.
- Escuela de Ingeniería : Ingeniería electrónica / Ingeniería Informática / Ingeniería Eléctrica / Ingeniería de las Telecomunicaciones/ Tecnologías de Información y Comunicación (TIC) / Mecatrónica.
- Facultad de Educación : Psicología / Sociología / Profesorado de la Escuela de Educación / inglés / Lengua y Literatura árabe.
- Escuela de Arquitectura : Arquitectura / Ingeniería de la Edificación.

## Másteres de Humanidades
- Facultad de Economía: Finanzas de Banca / Gestión y Marketing.
- Facultad de Ciencias Políticas: Comunicación Política / Administración.
- Facultad de Derecho: Derecho Civil y Comercial / Derecho Penal.
- Facultad de Ciencias de la Educación: Psicología / Lengua inglesa / Enseñanza General / Gestión de Instituciones educativas.

## Másteres de Ciencias
- Facultad de Medicina: Maestro en Ciencias en Salud Pública y Clínica de Gestión de Maestro en Ciencias en Farmacia y Master de la Ciencia en la Medicina.
- Escuela de Ingeniería: Ingeniería Electrónica / Ingeniería Informática / Mecatrónica.
- Escuela de Arquitectura : Arquitectura / Ingeniería de la Edificación.

## Cooperación
La Universidad Vitrina cooperó con más de 90 socios nacionales e internacionales en la investigación, el intercambio de estudiantes y la formación del profesorado. Entre las instituciones con las que la universidad colabora se encuentran:
- Universidad de Bursa, Turquía.
- Universidad de Şehır, Estambul, Turquía.
- Universidad de Trakya, Edirne, Turquía.
- Universidad de Zagreb, Croacia.
- Universidad en Varaždin, Croacia.
- Ondokuz Mayıs de la Universidad en Samsun, Turquía.
- London South Bank University, Londres, Inglaterra.
- Universidad de Sarajevo, Bosnia y Herzegovina.